# Hs 130 (航空機)
ヘンシェル Hs 130
Hs 130
- 用途：高高度飛行研究機、偵察機、爆撃機
- 製造者：ヘンシェル
- 運用者：ドイツ空軍
- 初飛行：1940年5月23日
- 運用状況：試作のみ

ヘンシェル Hs 130は、第二次世界大戦中にドイツで開発された高高度偵察機、爆撃機である。様々な機械的不具合により運用状態までには至らなかった。

## 開発
Hs 130の開発は、1939年4月11日と1940年2月20日に初飛行した2機のHs 128試作機から始まった。この試作機は、与圧キャビン、エンジン駆動のスーパーチャージャー、片持ち式主翼のテストのために使用された。この2機の試作機は、V1号機がダイムラー・ベンツ DB 601、V2号機がユンカース ユモ 210という異なる2種のエンジンを装備しており、両機共に固定式降着装置を持っていた。この試作機の評価試験は成功とは言えなかったが、高高度飛行用航空機の潜在能力がドイツ空軍の特殊偵察部隊の指揮官テオドール・ロヴェール（Theodor Rowehl）の興味を惹いた。高高度偵察飛行任務でのHs 128の潜在能力に対するロヴェールの関心により、ドイツ航空省（RLM）はヘンシェル社にHs 130Aという名称の偵察機としてHs 128の開発を続行するように指示を出した。
3機の試作機Hs 130Aが製造され、1940年5月23日に初飛行を行った。それに続き1941年初めには1段スーパーチャージャー付のDB 601Rエンジン、引き込み式降着装置を装備し、後部の収納倉に2台のRb75/30偵察カメラを搭載した前量産型のHs 130A-0'が5機製造された。その後5機のHs 130A-0で評価とテストが実施されたが、性能上の著しい問題と運用を妨げる信頼性の問題が明らかとなった。Hs 130A-0/U6の名称で、より長い主翼、ダイムラー・ベンツ DB 605Bエンジン、ヒルト社製スーパーチャージャー、GM-1 ナイトラス・オキサイド・システムと翼下に落下増槽を装備したHs 130A-0の改良型が2機製造された。1943年11月にはHs 130A-0/U6の飛行テストの準備が整い、15,500 m (50,570 ft)の高度を飛行してみせたが、Hs 130A-0/U6もその他のHs 130A-0と同様に満足いくものにはならず運用飛行状態にはならなかった。
更なるHs 130の開発は爆撃機型へと繋がった。計画されたHs 130Bはカメラの収納倉の替わりに爆弾倉が設置された以外はHs 130Aとほぼ同じ機体であったが製造はされなかった。Hs 130Cは「B爆撃機」計画の競作機として製造され、短い主翼、遠隔操作防御銃塔、より大きくされたガラス張り（引き続き与圧式）のキャビンを備え4,000 kg (8,800 lb)までの爆弾を搭載可能なHs 130Aとは大幅に異なる機体となった。V1、V2とV3号機の3機が製造され、V1とV2号機はBMW 801 星型エンジン、完全武装を施されたV3号機はDB 603Aエンジンを装備していた。更なるHs 130の開発はHs 130Dの名称の偵察機として継続され、DB 605エンジンと複雑な2段スーパーチャージャーを装備することが計画されたが製造はされなかった。
Hs 130Eは、通常のスーパーチャージャーの替わりにHöhen Zentrale (HZ)-Anlageシステムを搭載したHs 130Aを手直しした機体であった。HZ-Anlageは、両翼に装着したDB 603Bエンジンに空気を供給する大型スーパーチャージャーを駆動するためだけの3基目のDB 605エンジンを胴体内に搭載していた。この形式のシステムは約25年前にツェッペリン＝シュターケン R.VI 爆撃機のR.30/16機で最初に試されていた。もう一つのHs 130Aとの違いは、胴体内に搭載されたHZ-Anlage用エンジンの重量との釣り合いを取るために前方に延長された機首であった。主翼の下に3基のエンジンに燃料を供給する落下増槽を取り付けることもでき、胴体下には胴体内エンジン用の空気吸入口が装着されていた。
3機のHs 130Eが製造され、Hs 130E V1号機は1942年9月に初飛行を行いHZ-Anlageを作動させ12,500 m (41,010 ft)の高度に到達した。Hs 130E V2号機はエンジン出火により失われたため、この機体の代替としてV3号機が製造された。続いて前量産型のHs 130E-0が7機発注され、初号機が1943年5月に初飛行すると共に遠隔操作防御銃塔と主翼下に爆弾を搭載する設備を備えることになっていたHs 130E-1が100機発注された。この発注は、解決しないHs 130E-0のHZ-Anlageシステムに起因する問題により取り消された。4基のスーパーチャージャー付BMW 801エンジンを装着することによりHZ-Anlageシステムの問題を解決すると期待されたHs 130Fが計画されたが製造はされなかった。

## 要目
(Hs 130E) War Planes of the Second World War: Volume Ten より
- 乗員：3名
- 全長：22.00 m (72 ft 2 in)
- 全幅：33.01 m (108 ft 3¼ in)
- 全高：5.60 m (18 ft 4½ in)
- 翼面積：84.9 m2 (914 ft2)
- 翼面荷重：196 kg/m2 (40.2 lb/ft2)
- 空虚重量：12,200 kg[10] (26,901 lb)
- 運用重量：16,682 kg (36,700 lb)
- 最大離陸重量：18,136 kg (39,900 lb)
- 馬力重量比：100 W/kg (0.06 hp/lb)
- エンジン：
  - 2 × DB 603B 液冷倒立V12 エンジン、1,388 kW (1,860 hp) at 2,100 m (6,900 ft)
  - 1 × DB 605T 液冷倒立V12 エンジン、1,100 kW (1,475 hp[7])、HZ-Anlange スーパーチャージャー駆動用（胴体内）
- 最大速度：610 km/h (330 kn, 379 mph) at 14,000 m (45,900 ft)
- 巡航速度：515 km/h (278 kn, 320 mph) at 12,000 m (39,370 ft)
- 巡航高度：15,100 m (49,500 ft)
- 航続距離：2,995 km (1,671 nmi, 1,860 mi)